# Cryptoprymna brama
Cryptoprymna brama is een vliesvleugelig insect uit de familie Pteromalidae. De wetenschappelijke naam is voor het eerst geldig gepubliceerd in 1863 door Motschulsky.